# Cilindro graduato

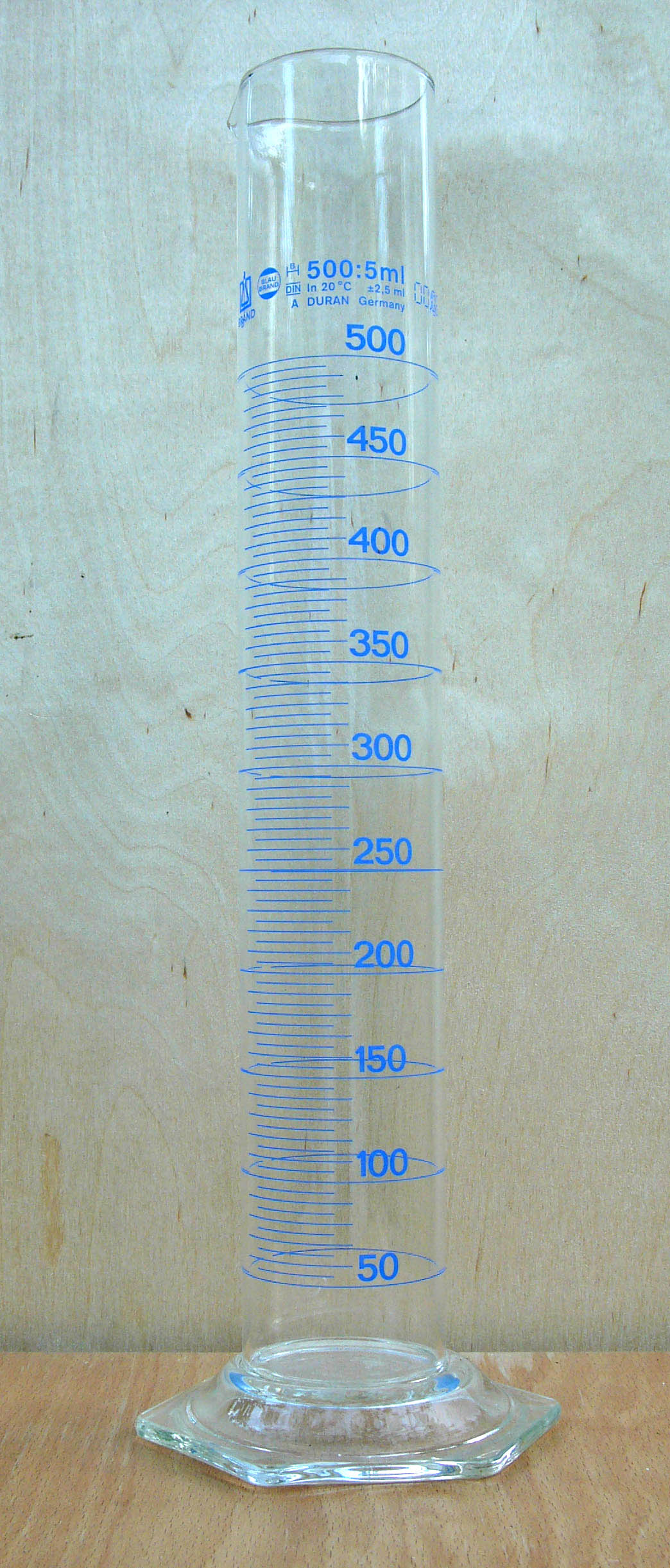
Cilindro graduato.

Il cilindro graduato è uno strumento per le misure di volume (generalmente di liquidi, ma può essere utilizzato anche per sabbie, farine, ecc.) usato da chimici e biologi in diverse attività di laboratorio.
Si tratta di un cilindro di vetro graduato e tarato, il quale presenta un beccuccio per facilitare le operazioni di travaso. Tutti i cilindri graduati indicano (generalmente alla loro sommità, come in figura) l'unità di misura utilizzata e la temperatura alla quale vengono tarati. La scelta del cilindro graduato di capacità adeguata è la stessa alla base della scelta di un qualsiasi pezzo di vetreria graduata, ossia si sceglie uno strumento di portata il più vicino possibile alla capacità da misurare. Sono strumenti di misura di una media precisione, paragonabile alle pipette graduate, di semplice uso e di costo molto basso.
Il cilindro graduato è fatto generalmente di vetro borosilicato o polipropilene o polimetilpentene e per la sua praticità, semplicità ed economicità è molto utilizzato nei laboratori scolastici.
Ne esistono anche varianti incamiciate, nella cui camicia far scorrere liquidi (generalmente acqua) a temperatura controllata, per poter effettuare misure di densità tramite densimetro a temperature esattamente note.